# Пиндар
Пи́ндар (др.-греч. Πίνδαρος, Фивы, 522/518 до н. э. — Аргос, 448/438 до н. э.) — один из самых значительных лирических поэтов Древней Греции. Был включён в канонический список Девяти лириков учёными эллинистической Александрии. Им особенно восхищался Гораций.

## Жизнь
Родился в Беотии, в местечке Киноскефалы около Фив. Принадлежал к знатному фиванскому роду, который восходил к древнейшей знати этого города. Его род был, кроме того, близок к аристократам Спарты, Кирены и Феры,а также тесно связан с Дельфами, идейным центром греческой аристократии. Наставницей Пиндара в лирической поэзии называют Миртис из Анфедона. Учился игре на авлосе у своего дяди Скопелина, продолжал образование в Афинах под руководством музыканта Аполлодора (или Агафокла) и поэта Ласа Гермионского. Много путешествовал, жил на Сицилии и в Афинах. Известны имена членов семьи: жены — Мегаклея, двух дочерей — Эвметис и Протомаха, сына — Диафант. Умер в Аргосе.

## Творчество

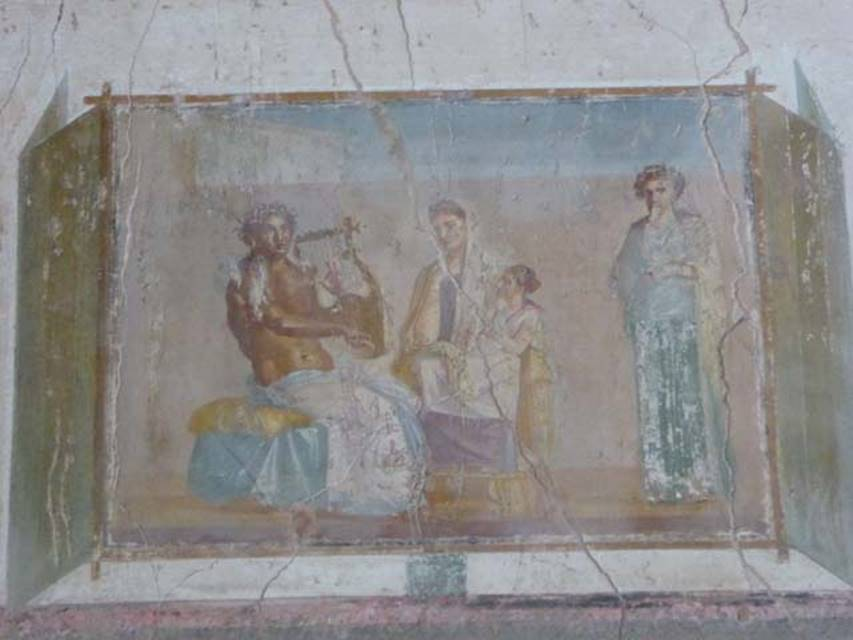
Восседающий Пиндар с лирой. Античная фреска в Помпеях

Произведения Пиндара относятся к хоровой лирике (мелике): это были обращённые к богам гимны и пеаны, дифирамбы Дионису, просодии (песни для торжественных процессий), энкомии (хвалебные песни), плачи и эпиникии (оды в честь победителей на общегреческих играх).
До нас дошло четыре неполных цикла эпиникиев, в том числе 14 — в честь победителей Олимпийских игр, 12 — Пифийских, 11 — Немейских и 8 — Истмийских. Сохранившееся составляет едва ли четверть того, что было создано поэтом, поскольку издание Пиндара, подготовленное александрийскими учёными, включало 17 книг. Представление об утраченных 13 книгах мы получаем теперь только по случайным фрагментам. Самое раннее произведение Пиндара, которое поддаётся датировке, — 10-я Пифийская песнь, 498 год до н. э., самое позднее — 8-я Пифийская песнь, 446 год до н. э.
Эпиникии Пиндара являются образцом жанра. Для кастовой идеологии греческой аристократии атлетический успех имел ценность в первую очередь как проявление «классовой доблести»; соответственно герой-победитель должен был прославляться в свете подвигов мифологических персонажей, от которых обычно вёл происхождение знатный род.
Во вступлении обычно упоминается одержанная победа, но без какого-либо конкретного описания происходившего состязания. От славного настоящего поэт перебрасывает подходящий к случаю «условный мостик» к славному прошлому, к «подходящему» мифу, который составит основную часть стихотворения. В заключительной части нередко содержится прямое обращение к победителю, часто в виде наставления всегда быть достойным легендарных предков и свершенного им самим. Почти все оды Пиндара написаны строфическими триадами (от одной до тринадцати), каждая из которых (традиционно) состоит из строфы, антистрофы и эпода. Изредка тематическое и формальное членения в одах совпадают (Ол. 13), но чаще поэт обыгрывал несовпадение этих членений; большие тирады с невероятным количеством придаточных предложений переливаются из строфы в строфу, размывая метрически чёткие границы.
Оды Пиндара принято считать своеобразным эталоном загадочности. Сложность поэзии Пиндара отчасти обусловлена необычным порядком слов: Пиндар жертвовал простотой синтаксиса, чтобы выстроить желательную последовательность образов (хотя комментаторы полагают, что дифирамбическому стилю простота даже претит). Текст Пиндара отличается «стихийной» силой языка, смелой ассоциативностью, богатым ритмическим рисунком. Принятый им метод изложения также своеобразен: Пиндар не пересказывает миф, как в эпосе, но обращается только к таким эпизодам, которые представляются ему наиболее важными для контекста конкретного стихотворения. За всем этим, образы Пиндара великолепны и подвижны; его главные инструменты — инверсия, гипербола, метафора и неологизм.
Миросозерцание Пиндара консервативно, ему совершенно несвойственна какая-либо критика «традиционных ценностей». Он твёрдо верит в божественное всемогущество, не доверяет знанию, ценит богатство и славу, признаёт только прирождённые доблести. Пиндар размышляет о могуществе богов и непознаваемости их замыслов, вспоминает мифических героев — предков победителя, призывает к всестороннему развитию заложенных в человеке возможностей; победа достигается благосклонностью судьбы, врождённой доблестью победителя и его собственными усилиями (от которых благосклонность судьбы зависит не в последнюю очередь). «Рафинирование» этой аристократической идеологии (характерное для религии Аполлона Дельфийского) находит в Пиндаре полновесного выразителя; Пиндар — последний поэт греческой аристократии, его значение «не в создании новых форм, а в вознесении старых на недосягаемую высоту». Богатство строфики, пышность образов, торжественность и ораторская выразительность языка, гармоничные с его архаическим мировоззрением, ставят Пиндара в число главнейших греческих лириков.

### Пиндар-музыкант

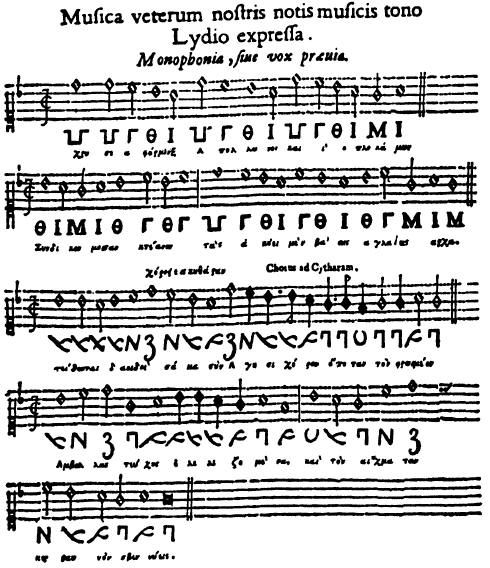
Ода Пиндара, по публикации Афанасия Кирхера (1650). Долгое время считалась древнейшим сохранившимся музыкальным произведением

Сохранившиеся литературные сочинения Пиндара позволяют уверенно утверждать, что поэт не только знал жанры и формы современной ему музыки, точно описывал этос музыкальных инструментов (например, лиры в Пиф. 1), пользовался «техническими» терминами («многоглавый ном» в Пиф. 12), но, возможно, и сам был мелургом («композитором»). Также несомненно, что Пиндар прекрасно владел лирой и аккомпанировал на инструменте хору. Однако никаких нотированных памятников музыки Пиндара (впрочем, как и многих других поэтов-музыкантов классической эпохи) не сохранилось. На волне очередного европейского «возрождения» древнегреческой культуры Афанасий Кирхер объявил, что во время своего путешествия в 1637—1638 годах по Сицилии обнаружил нотированный фрагмент первой Пифийской оды. Этот фрагмент под названием Musicae veteris specimen («Образец древней музыки»), опубликованный Кирхером в его (огромном) трактате «Универсальная музургия» (1650), долгое время считался самым древним дошедшим до наших дней музыкальным произведением. Ныне музыковеды и источниковеды считают «Оду Пиндара» выдумкой Кирхера, первым громким свидетельством музыкальной мистификации.

## Критика
Пиндар считался самым знаменитым из Девяти лириков (в стихотворных посвящениях Девяти лирикам его всегда называют первым). По преданиям, сами боги пели его стихи; один путник, заблудившийся в горах, встретил бога Пана, который распевал песню Пиндара. И рождение, и смерть Пиндара были чудесны. Когда он, новорождённый, лежал в колыбели, пчёлы слетелись к его устам и наполнили их мёдом — в знак того, что речь его будет сладкой как мёд. Когда он умирал, ему явилась во сне Персефона и сказала: «Ты воспел всех богов, кроме меня, но скоро воспоёшь и меня». Прошло десять дней, Пиндар умер; прошло ещё десять дней, он явился во сне своей родственнице и продиктовал гимн в честь Персефоны.
Слава Пиндара в Греции была так велика, что даже спустя сто лет, когда Александр Македонский покорил восставшие Фивы, он, приказав разрушить город до основания, повелел сохранить только храмы богов и дом Пиндара (потомкам которого, единственным во всём городе, была также сохранена свобода). Демократические Афины относились к аристократу и консерватору Пиндару с неодобрением, но в эллинистическую и римскую эпохи ораторская торжественность Пиндара вызывала интерес во всём Средиземноморье, а школа ценила этическое содержание его поэзии.
По одной из версий, Апостол Павел процитировал Пиндара в своей речи в Афинах, которая записана в 17-й главе книги Деяний Апостолов: «Как и некоторые из ваших стихотворцев говорили: „мы Его и род“» (Деян. 17:28). (по другим версиям, Павел цитирует провидца Эпименида, либо философа Клеанфа).
Эпиникии Пиндара повлияли на развитие жанра оды в новоевропейской литературе. При том что в Новое время Пиндара продолжали считать великим мастером, некоторые литераторы испытывали недоумение, почему в высшей степени сложное нагромождение образов и структур Пиндар пускал в ход для описания победы такого-то бегуна, боксёра или наездника. Вольтер писал:

Восстань из гроба, божественный Пиндар, ты, прославивший в былые дни лошадей достойнейших мещан из Коринфа или из Мегары, ты, обладавший несравненным даром без конца говорить, ничего не сказав, ты, умевший отмерять стихи, не понятные никому, но подлежащие неукоснительному восторгу…
Оригинальный текст (фр.)Sort du tombeau, divin Pindare, / Toi qui célébras autrefois / Les chevaux de quelques bourgeois / Ou de Corinthe ou de Mégare ; / Toi qui possédas le talent / De parler beaucoup sans rien dire ; / Toi qui modulas savamment / Des vers que personne n'entend, / Et qu'il faut toujours qu'on admire.
— Вольтер. Ода XIV
Широко известны немецкие переводы Пиндара, сделанные Гёльдерлином. На русский язык Пиндара переводили М. С. Грабарь-Пассек, В. И. Водовозов, Вяч. И. Иванов, Г. Р. Державин (как считается, им выполнен первый перевод из Пиндара, «Первая Пиндарова пифическая песнь этнянину Хирону, королю сиракузскому, на победу его колесницы», 1800 г.).

## Произведения
По сообщениям позднеантичных биографов Пиндара, корпус его произведений, хранившийся в Александрийской библиотеке, насчитывал 17 книг:
- 1 книга гимнов (ὕμνοι) — гимны
- 1 книга пеанов (παιάνες) — пеаны
- 2 книги дифирамбов (διθύραμβοι) — дифирамбы
- 2 книги просодий (προσῳδίαι) — просодии (песни во время процессий)
- 3 книги парфениев (παρθένεια) — девичьи песни
- 2 книги гипорхем (ὑπορχήματα) — танцевальные песни
- 1 книга энкомиев (ἐγκώμια) — хвалебные песни
- 1 книга френов, или тренов (θρῆνοι) — песни-плачи
- 4 книги эпиникиев (ἐπινίκια) — оды на спортивные победы

Современные исследователи (напр., Snell и Maehler), базируясь на античных источниках, попытались восстановить даты написания эпиникиев:
- 498 год до н. э.: Пифийские оды 10
- 490 год до н. э.: Пифийские оды 6, 12
- 488 год до н. э.: Олимпийские оды 14 (?)
- 486 год до н. э.: Пифийские оды 7
- 485 год до н. э.: Немейские оды 2 (?), 7 (?)
- 483 год до н. э.: Немейские оды 5 (?)
- 480 год до н. э.: Истмийские оды 6
- 478 год до н. э.: Истмийские оды 5 (?); Истмийские Оды 8
- 476 год до н. э.: Олимпийские оды 1, 2, 3, 11; Немейские Оды 1 (?)
- 475 год до н. э.: Пифийские оды 2 (?); Немейские Оды 3 (?)
- 474 год до н. э.: Олимпийские оды 10 (?); Пифийские Оды 3 (?), 9, 11; Немейские Оды 9 (?)
- 474/473 год до н. э.: Истмийские оды 3/4 (?)
- 473 год до н. э.: Немейские оды 4 (?)
- 470 год до н. э.: Пифийские оды 1; Истмийские Оды 2 (?)
- 468 год до н. э.: Олимпийские оды 6
- 466 год до н. э.: Олимпийские оды 9, 12
- 465 год до н. э.: Немейские оды 6 (?)
- 464 год до н. э.: Олимпийские оды 7, 13
- 462 год до н. э.: Пифийские оды 4
- 462/461 год до н. э.: Пифийские оды 5
- 460 год до н. э.: Олимпийские оды 8
- 460/456 год до н. э.: Олимпийские оды 4 (?), 5 (?)
- 459 год до н. э.: Немейские оды 8 (?)
- 458 год до н. э.: Истмийские оды 1 (?)
- 454 год до н. э.: Истмийские оды 7 (?)
- 446 год до н. э.: Пифийские оды 8; Немейские Оды 11 (?)
- 444 год до н. э.: Немейские оды 10 (?)

## Издания и переводы
- В серии «Loeb classical library» сочинения изданы в двух томах (№ 56, 485).
- В серии «Collection Budé» сочинения изданы Архивная копия от 4 марта 2016 на Wayback Machine в 4 томах (включая фрагменты).

Русские переводы:
- Творения Пиндара / Пер. П. Голенищева-Кутузова. — М., 1804.
  - Ч. 1. Содержащая оды олимпические. 135 стр.
  - Ч. 2. Содержащая оды пифические. 123 стр.
- Пиндар / Пер. прозой И. Мартынова. Ч. 1—2. СПб., 1827. (на греч. и рус. яз.)
  - Ч. 1. Оды олимпийские. Оды пифийские. 483 стр.
  - Ч. 2. Оды немейские. Оды исфмические. 276 стр.
- Пиндар. Оды. Фрагменты / Пер. М. Л. Гаспарова // Вестник древней истории. 1973. № 2—4. 1974. № 1—3.
- Пиндар. Вакхилид. Оды. Фрагменты / Изд. подг. М. Гаспаров; отв. ред. Ф. Петровский. — М. : Наука, 1980. — 504 с. — (Литературные памятники).
- Пиндар. Победные песни Архивная копия от 31 августа 2013 на Wayback Machine / Пер. М. А. Амелина // Новый мир. — 2004. — № 9. — С. 92—104.

## Память
В честь Пиндара назван астероид (5928) Пиндар (Pindarus), открытый 19 сентября 1973 г. в Паломарской обсерватории (Калифорния, США) астрономами К. Й. ван Хаутеном, И. ван Хаутен-Груневелд и Т. Герельсом.

### Исследования
- Bowra C M. Pindar. Oxford: Clarendon Press, 1964 (и мн. репринты).
- Ярхо В. Н., Полонская К. П. Античная лирика. — М., 1967.
- Гринбаум Н. С. Язык древнегреческой хоровой лирики: (Пиндар). — Кишинёв, Штиинца, 1973. — 282 с.
- Гаспаров М. Л. Древнегреческая хоровая лирика // Пиндар. Вакхилид. Оды. Фрагменты / Изд. подг. М. Гаспаров; отв. ред. Ф. Петровский. — М. : Наука, 1980. — С. 331—360. — 504 с. — (Литературные памятники).
- Гаспаров М. Л. Поэзия Пиндара // Пиндар. Вакхилид. Оды. Фрагменты / Изд. подг. М. Гаспаров; отв. ред. Ф. Петровский. — М. : Наука, 1980. — С. 361—383. — 504 с. — (Литературные памятники).
- Гринбаум Н. С. Ранняя классика Древней Греции в экономических терминах Пиндара // Античность как тип культуры. — М., 1988.
- Гринбаум Н. С. Художественный мир античной поэзии: Творческий поиск Пиндара: К 2500-летию со дня рождения поэта. — М.: Наука, 1990. — 166 с. ISBN 5-02-010956-8.
- Топоров В. Н. Пиндар и Ригведа: Гимны Пиндара и ведийские гимны как основа реконструкции индоевропейской гимновой традиции. — М.: РГГУ, 2012. — ISBN 978-5-7281-1275-4.

### Схолии к Пиндару
- Издание Бека со схолиями (1811)
- Схолии к «Олимпийским песням» Пиндара по изданию Драхманна (1903).
- Последующие переиздания:
  - Scholia vetera in Pindari carmina — vol I: Scholia in Olympionicas. Recensuit A. B. Drachmann. 1969.
  - Scholia vetera in Pindari carmina — vol. II. Scholia in Pythionicas. Recensuit A. B. Drachmann. 1903.
  - Scholia vetera in Pindari carmina — vol III: Scholia in Nemeonicas et Isthmionicas epimetrum, indices. Recensuit A. B. Drachmann. 1997.
- Scholia Metrica Vetera In Pindari Carmina (Bibliotheca scriptorum Graecorum et Romanorum Teubneriana). 1989.
- Схолии к Пиндару (сведения о Скифии и Кавказе). // Вестник древней истории. 1947. № 1. С. 311—314.

### Исследования музыкальной деятельности
- Rome A. L’origine de la prétendue mélodie de Pindare // Les Études Classiques 1 (1932), p. 3-11.
- Rome A. Pindare ou Kircher // Les Études Classiques 4 (1935), p. 337—350.
- Pöhlmann E. Denkmäler altgriechischer Musik. Nürnberg, 1970, SS. 47-49.
- Barker A. Pindar // Greek musical writings. Part I: The musician and his art. Cambridge, 1984, p.54-61.
- Mathiesen T. Apollo’s lyre. Greek music and music theory in Antiquity and the Middle Ages. Lincoln & London, 1999.
- Documents of ancient Greek music. The extant melodies and fragments edited and transcribed with commentary by Egert Pöhlmann and Martin L. West. Oxford, 2001.